# Владимир Медан
Владимир Медан (Тузла, 1966) доктор је економских наука, председник ИО Комерцијалне банке. Пре тога је обављао функцију члана одбора директора у Агенцији за осигурање депозита. 
Има дугогодишње искуство у банкарству. Био је Председник ИО (ЦЕО) у Ерсте банци, а пре тога је био генерални директор у Новосадској банци и председник ИО швајцарског Баслер осигурања Србија. 
Професор је на Банкарској академији у Београду.